# Zanda Martens

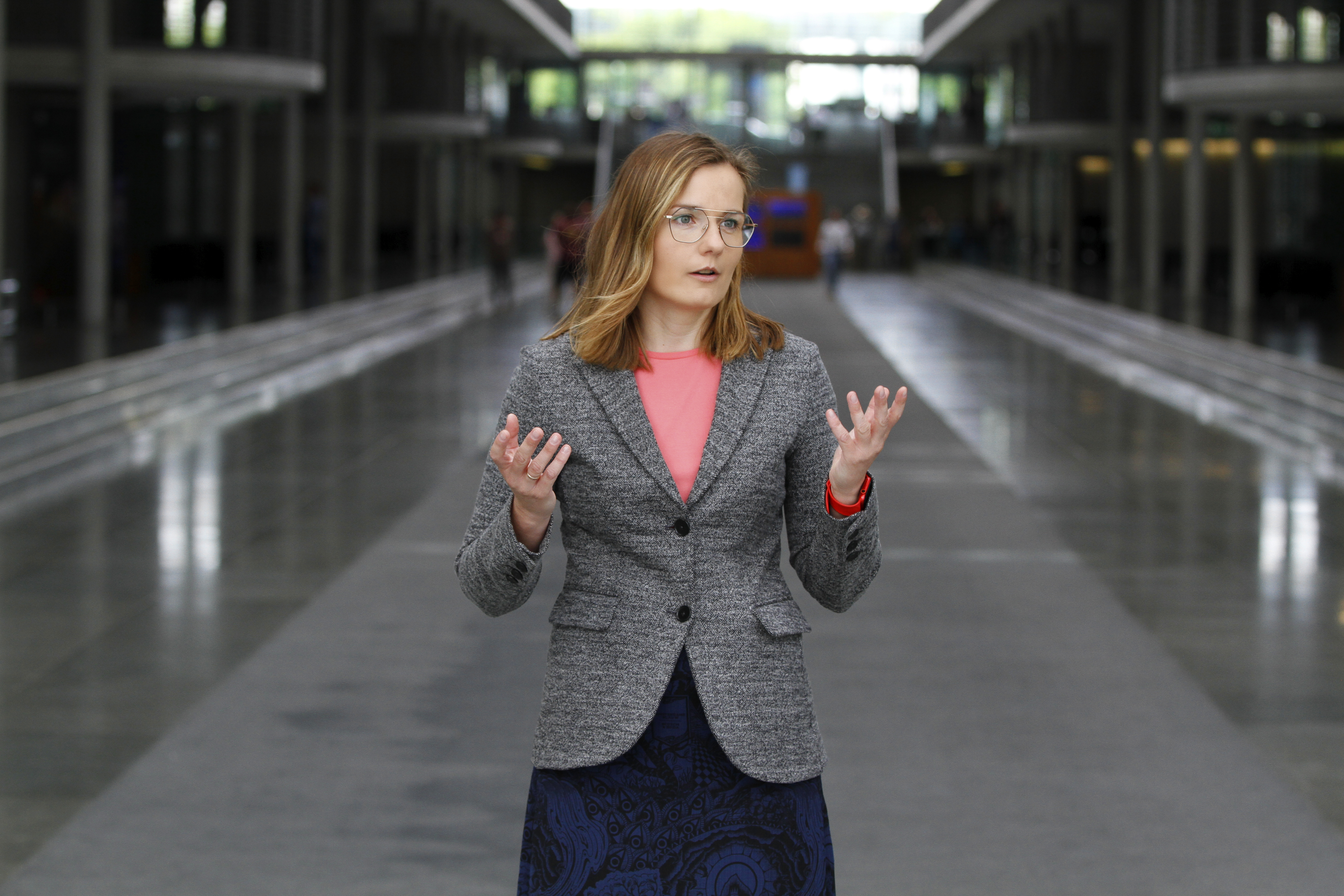
Zanda Martens

Zanda Martens (* 1. Oktober 1984 in Liepāja, Lettland) ist eine deutsche Politikerin (SPD). Sie ist seit 2021 Mitglied des Deutschen Bundestages und dort ordentliches Mitglied des Rechtsausschusses und Ausschussvorsitzende des Unterausschusses Europarecht.

## Leben
Zanda Martens (lettische Schreibweise: Zanda Martena) wurde als Tochter einer Arbeiterfamilie in der Lettischen SSR geboren; ihre Eltern waren in einem Stahlwerk beschäftigt. Nach dem Schulbesuch studierte sie mit Hilfe eines Stipendiums von 2002 bis 2008 Rechtswissenschaft an der Universität Lettlands. Nach Erlangung des Master of Law arbeitete sie von 2008 bis 2010 als Juristin für den Vorstand des Lettischen Gewerkschaftsbundes (LBAS). 2010 zog sie aus persönlichen Gründen nach Düsseldorf und erwarb die deutsche Staatsbürgerschaft. Sie belegte von 2010 bis 2012 einen Studiengang für Absolventen eines Jurastudiums im Ausland an der Ruhr-Universität Bochum, den sie mit dem akademischen Grad Magister Legum (LL.M.) abschloss. Von 2018 bis 2021 folgte ein Promotionsstudium an der Universität Bremen.
Martens arbeitete von 2012 bis 2013 als Rechtssekretärin bei der DGB Rechtsschutz GmbH und war anschließend bis 2019 als Gewerkschaftssekretärin für die Vereinte Dienstleistungsgewerkschaft im Bezirk Düsseldorf und in der Leitung des Landesbezirksfachbereichs Postdienste, Speditionen und Logistik tätig. Seit 2019 arbeitet sie als Gewerkschaftssekretärin/Juristin für die IG Metall.

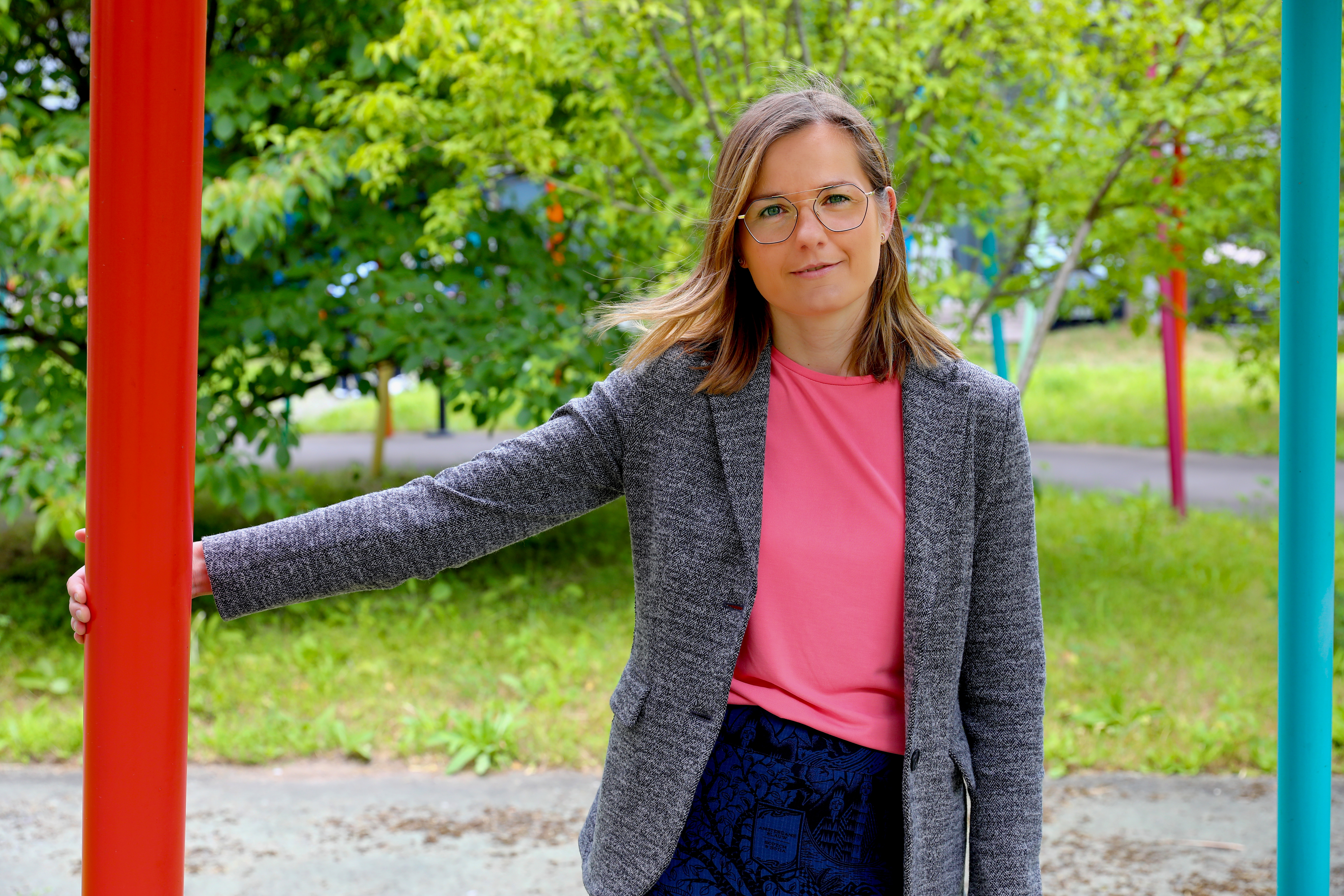
Zanda Martens (2022)

## Politik
Martens trat im Januar 2018 in die SPD ein. Sie war von 2019 bis 2023 stellvertretende Vorsitzende der Arbeitsgemeinschaft für Arbeit (AfA) Düsseldorf, sowie von 2021 bis 2023 stellvertretende Vorsitzende des SPD-Unterbezirks Düsseldorf. Seit 2023 ist sie Vorsitzende der SPD Düsseldorf. Seit März 2021 ist sie Mitglied im Landesvorstand der NRWSPD.
Bei der Bundestagswahl 2021 trat Martens als Direktkandidatin der SPD im Wahlkreis 106 (Düsseldorf I) an. Sie erhielt 22,4 % der Erststimmen und zog über Platz 28 der Landesliste der SPD Nordrhein-Westfalen in den Deutschen Bundestag ein. Sie ist ordentliches Mitglied des Rechtsausschusses, stellvertretendes Mitglied des Auswärtigen Ausschusses und Vorsitzende des Unterausschusses Europarecht im 20. Bundestag. Sie ist Mitglied im 2. Untersuchungsausschuss der 20. Wahlperiode des Deutschen Bundestages.
Martens gehört der Parlamentarischen Linken in der SPD-Bundestagsfraktion an.

## Mitgliedschaften
Martens ist seit 2011 Mitglied der Gewerkschaften ver.di und IG Metall. Seit März 2022 ist sie Aufsichtsratsmitglied der Flughafen Düsseldorf GmbH und der Arbeiterwohlfahrt Familienglobus gGmbh in Düsseldorf. Seit März 2023 gehört Martens dem Landesvorstand des Deutschen Mieterbunds NRW an.